# Мон-Бонвиллер
Мон-Бонвилле́р (фр. Mont-Bonvillers) — коммуна во французском департаменте Мёрт и Мозель, региона Лотарингия. Относится к  кантону Одюн-ле-Роман.	

## География

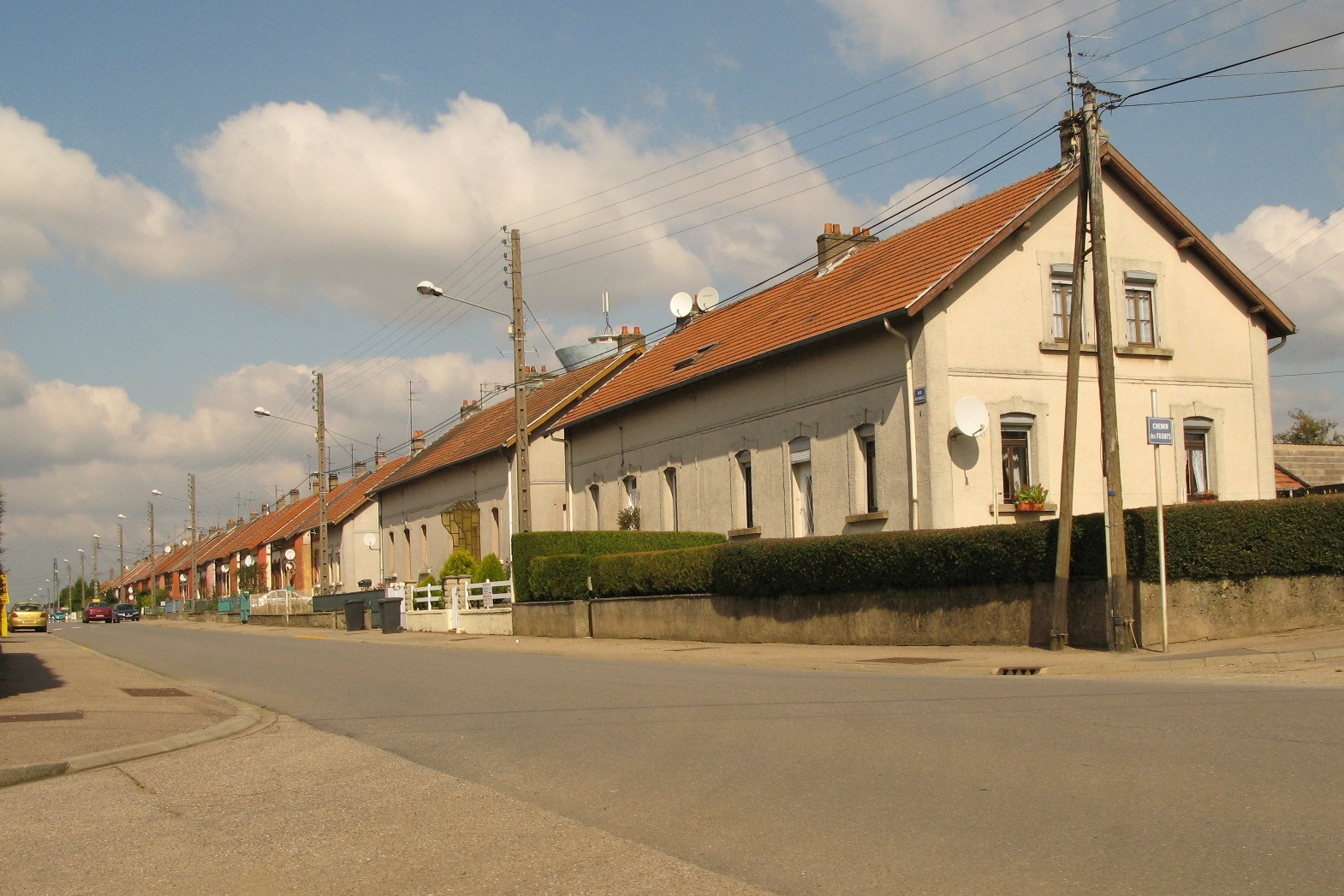
Улица в Мон-Бонвиллере.

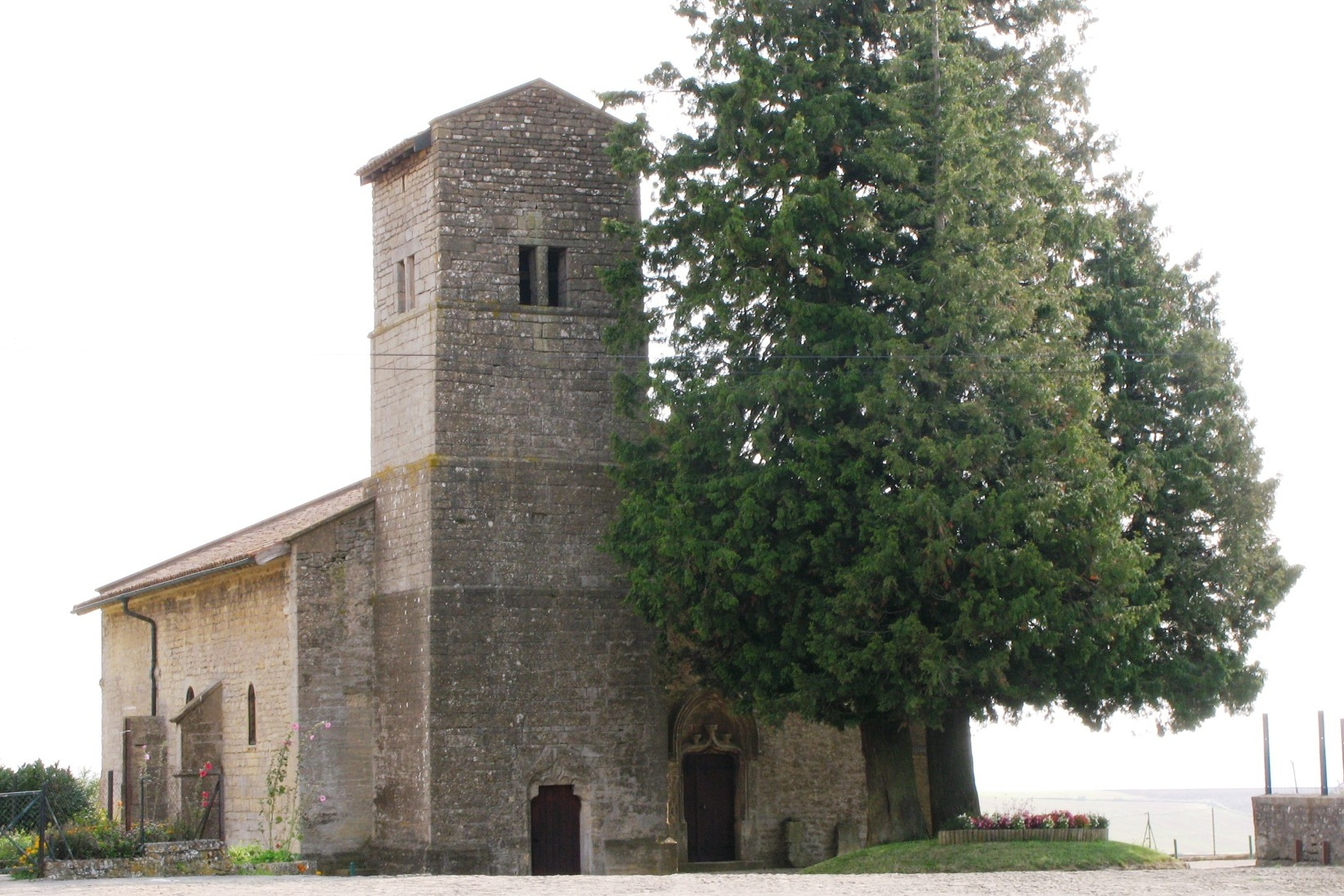
Церковь Мон-Бонвиллер (XII—XIII века).

Мон-Бонвиллер расположен в 34 км к северо-западу от Меца. Соседние коммуны: Мюрвиль на севере, Ландр на западе.

## История
Деревни Мон и де Бонвиллер были известны уже с 1493 года и находились в бывшей провинции Барруа герцогства Бар. В 1847 году были объединены в одно поселение.

## Демография
Население коммуны на 2010 год составляло 1009 человек.
| 1962 | 1968 | 1975 | 1982 | 1990 | 1999 | 2010 |
| ---- | ---- | ---- | ---- | ---- | ---- | ---- |
| 1795 | 1064 | 1241 | 1081 | 1010 | 953  | 1009 |